# Bartolomeo Vivarini

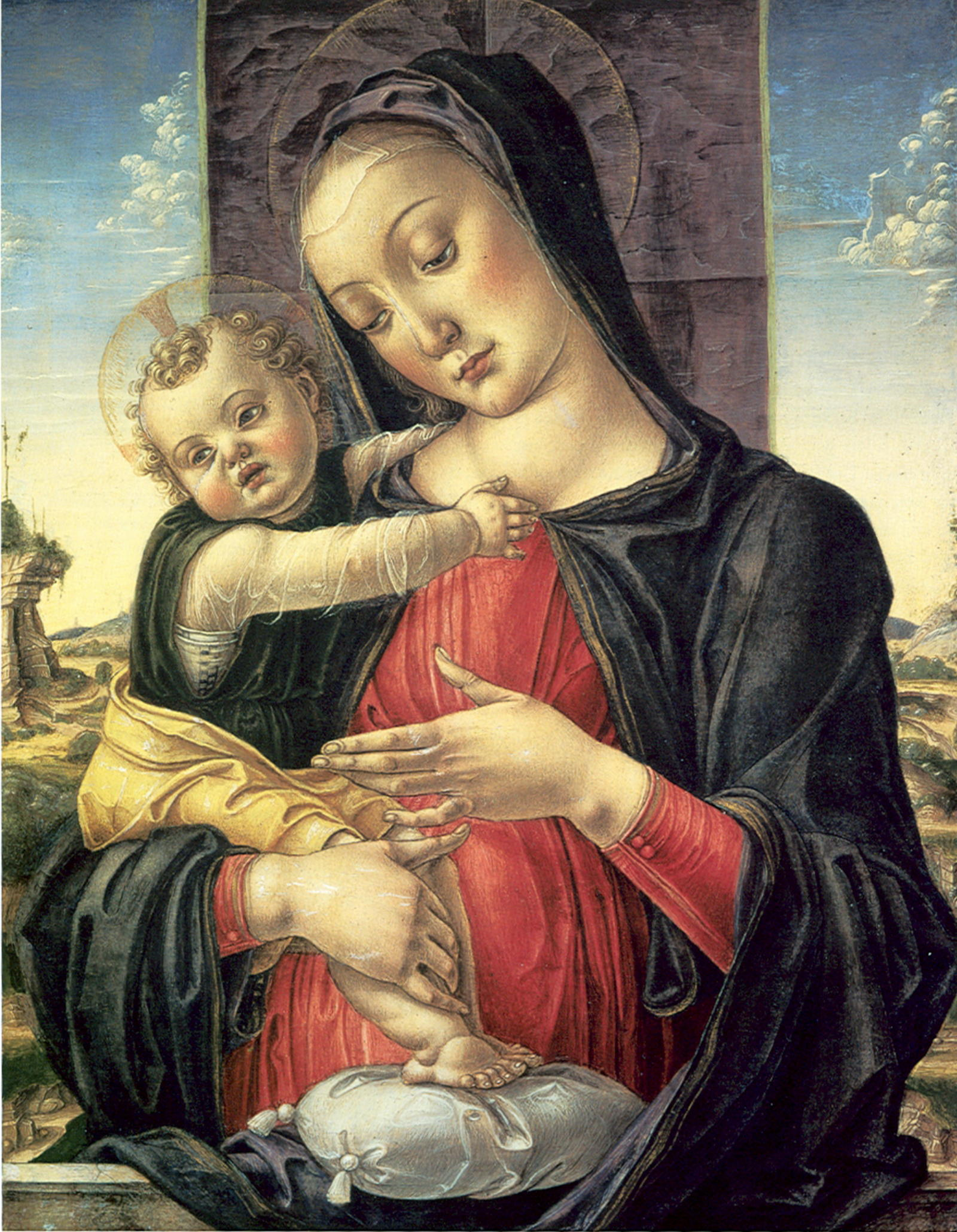
Mare de Déu amb l'infant, National Gallery of Art

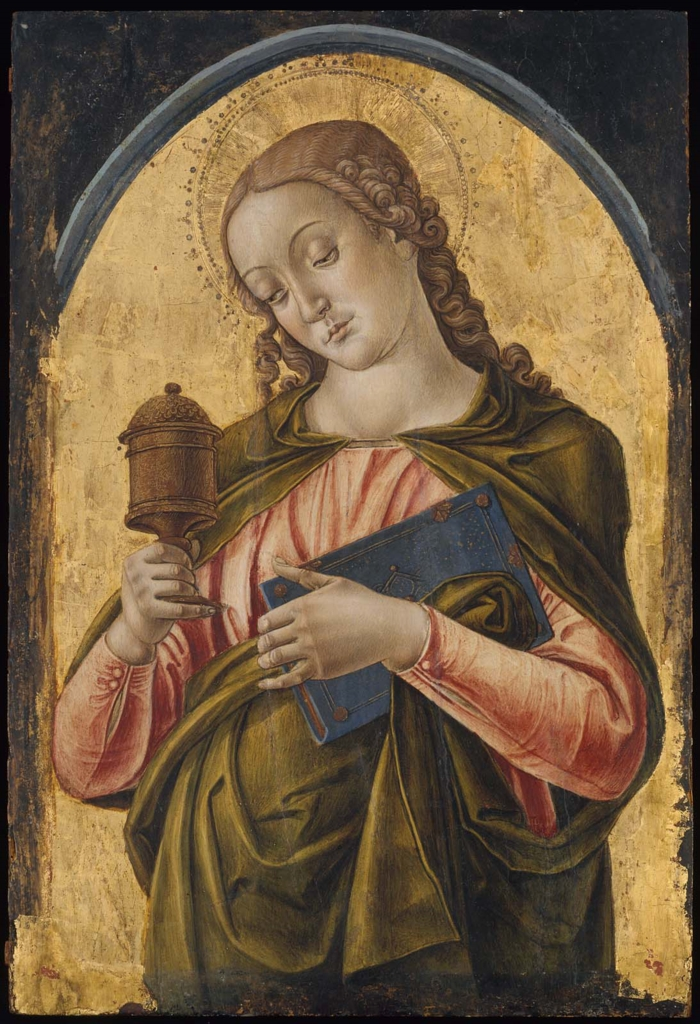
Santa Maria Magdalena, Museu de Belles Arts de Boston

Bartolomeo Vivarini (Murano, c. 1432 - Venècia, 1499) va ser un pintor italià del primer Renaixement, actiu a Venècia. Va pertànyer a una família que va donar diversos pintors de renom.

## Biografia
Va començar a col·laborar amb el seu germà gran Antonio Vivarini el 1450, després de la mort del seu cunyat Giovanni d'Alemagna, substituint-lo al taller que compartien. A partir de 1459 començarà a produir obres en solitari. Després de la mort d'Antonio, es va fer càrrec del seu nebot Alvise Vivarini, de qui va ser mestre. Vivarini va col·laborar sovint amb el seu paisà Andrea da Murano, de qui probablement va ser mestre.
Es considera que va ser el primer artista venecià a realitzar una pintura a l'oli, el 1473, tècnica que havia après directament d'Antonello da Messina, aleshores resident a la ciutat de Venècia. La seva obra mestra és La Mare de Déu amb l'infant i sants, conservada al Museu di Capodimonte a Nàpols, ciutat on a la fi Vivarini es decideix a trencar amb la tradició gòtica i col·loca els seus personatges no dividits en sectors, sinó situats dintre d'una perspectiva. La riquesa cromàtica d'aquesta obra és notable, que per la seva composició l'acosta sobre manera a l'art paduà.
En la seva obra tardana es pot observar una notable influència d'Andrea Mantegna, a qui va conèixer quan els germans Vivarini van ser contractats (1448) per decorar la meitat de la capella Ovetari als Eremitani de Pàdua, mentre Mantegna se'n feia càrrec de l'altra meitat. D'aquí les seves figures de traç poderós, plenes de vivacitat. Va ser un bon colorista, encara que no va poder sostreure's del tot de l'estil arcaic que va aprendre al taller familiar. De vegades, signava les obres amb un emblema en forma de cadernera («vivarino» en italià).

## Obres destacades
- Políptico della Certosa (1450, Pinacoteca Nacional de Bolonya, Bolonya)
- Sant Joan de Capistrano (1459, Museu del Louvre, París)
- Mare de Déu amb l'infant entre els sants Pau i Jeroni (1460, National Gallery, Londres)
- Sant Lluís de Tolosa (1465, Uffizi, Florència)
- La Mare de Déu amb l'infant i sants (1465, Museu di Capodimonte, Nàpols)
- Sant Francesc d'Assís (1470-75, Philadelphia Museum of Art)
- Sant Jaume el Major (1470-75, Philadelphia Museum of Art)
- Retaule de sant Agustí (1473, Santi Giovanni e Paolo, Venècia)
- Tríptic de la Misericòrdia (1473, Santa Maria Formosa, Venècia)
- Mare de Deú amb l'infant (1475, National Gallery of Art, Washington D. C.)
- Mare de Déu amb l'infant (1475, Acadèmia de les Arts d'Honolulu)
- Mare de Déu amb l'infant (1490, Museu de l'Hermitage, Sant Petersburg)
- Santa Maria Magdalena, (1475, Museu de Belles Arts de Boston)
- Sant Cosme i sant Damià (1480, Rijksmuseum, Amsterdam)